# 本洛蒙德 (密西西比州)
本洛蒙德（英語：Ben Lomond）是一座位於美國密西西比州伊薩奎納縣的鬼鎮。
社區的命名來源於密西西比河上的本洛蒙德棉花種植場，所有者為喬治·M·布朗。一個軋棉機位於臨近此社區的地帶。
本洛蒙德境内擁有一座汽艇著陸點以及一座郵政局，坐落於河對岸的萊克普羅維登斯。
本洛蒙德于1900年有26人口。一座郵政局于1879年至1913年以本洛蒙德的名義之下運作。如今的聚居故地已被密西西比河浸沒。